# Lucien Sainte-Rose
Lucien Sainte-Rose (Francia, 29 de mayo de 1953) fue un atleta francés especializado en la prueba de 4 × 100 m, en la que consiguió ser campeón europeo en 1974.

## Carrera deportiva
En el Campeonato Europeo de Atletismo de 1974 ganó la medalla de oro en los relevos 4 x 100 metros, con un tiempo de 38.69 segundos que fue récord de los campeonatos, llegando a meta por delante de Italia y Alemania del Este, siendo sus compañeros de equipo: Joseph Arame, Bruno Cherrier y Dominique Chauvelot.